# Super-Light Structures
 Der er for få eller ingen kildehenvisninger i denne artikel, hvilket er et problem. Du kan hjælpe ved at angive troværdige kilder til de påstande, som fremføres i artiklen.

Super-Light Structures er en byggeteknik, som gør det muligt at erstatte traditionelle beton- og stålkonstruktioner med billigere, mere miljøvenlige betonkonstruktioner. 
Den grundlæggende idé bag de super-lette konstruktioner er at fremstille et skelet af meget stærk beton, som omgives på en eller flere sider af en let beton. Den stærke beton bærer belastningen og kan lægges præcist dér, hvor den gør mest gavn, hvilket ofte er i trykbuer eller hvælvinger. 
Den lette beton skaber den ydre form og påfører belastningen på den stærke kerne, som den stabiliserer og beskytter mod slag og brand. Da letbetonen vejer 3-5 gange mindre end almindelig beton, vil den nedbringe den samlede vægt på betonkonstruktionen med ca. 50 % . 
Derudover virker den lette beton varmeisolerende næsten som træ, lyddæmpende næsten som akustiklofter og derudover også fugtabsorberende, hvad der giver et godt indeklima uden brug af mekanisk regulering eg. aircondition, affugtere m.m.
Ved at isolere den stærke kerne med en letbeton forøges styrkeevnen af kernen med ca. 4 gange. Alt i alt er det muligt at opnå en konstruktion, som er dobbelt så stærk som almindelige betonkonstruktioner, men som kun bruger ca. det halve materialeforbrug og derudover vejer op mod 50 pct. mindre end nuværende stål- og betonkonstruktioner. Derved kan såvel byggeomkostningerne som CO2-emissionen reduceres betragteligt i forbindelse med produktion, transport og opførelse. Den lave rumvægt muliggør desuden transport af elementer over større afstande, samt anvendelse af lettere og billigere formmaterialer til støbning, ligesom teknologien muliggør at det stort set kan undgås at bruge stilladser.
Anvendelsesområder for de super-lette konstruktioner er talrige og tæller bl.a. bygninger, haller, shopping centre, facader, tage, broer, stadions, off-shore konstruktioner, tunneller, flydende fundamenter og selv skibe er blandt mulighederne pga. den meget lave vægt.
Den lave vægt gør det desuden muligt at bygge endnu højere bygninger end de, der bygges i dag. Den begrænsende faktor ved byggerier af højhuse er vægten af konstruktionen, eftersom fundamentet kun kan bære en begrænset vægt. Med de super-lette konstruktioner kan vægten på en råhuset reduceres med op mod 50 %, mens vægten på en hel bygning kan reduceres omkring 30-35 %. 
Super-lette konstruktioner kan udføres både som elementer og støbt på stedet (in situ). Mens betonelementer traditionelt bruges meget i Danmark, støber man i resten af verden mest på selve byggepladsen. Kombinationen af perlekædearmering, lette forme og skumbeton sætter helt nye standarder for hvor let det kan være at støbe konstruktioner på stedet.

## Ekstern henvisning
- abeo.dk
- SL-Dækket